# 3 Acts of God
3 Acts of God (titulado 3 actos de Dios en Hispanoaméricay 3 actos de fuerza mayor en España) es el decimotercer episodio de la duodécima temporada y el número 223 en general de la serie animada cómica Padre de familia. Se estrenó originalmente en Estados Unidos el 16 de marzo de 2014 por FOX.
- Datos: Q16524946